# Agrostis dimorpholemma
Agrostis dimorpholemma é uma espécie de gramínea do gênero Agrostis, pertencente à família Poaceae.